# Уран (боевой клич)
Уран (каз. ұран) — боевой клич у тюрко-монгольских народов (казахов, калмыков и т. п.), который использовался во время боевых действий для обозначения племенно-родовых формирований. Кроме этого ураны нередко отражали родовую организацию кочевых племён и были связаны с культами предков.
Так, все казахские роды обладали своим ураном, которым часто становилось название местности проживания, имя какого-либо прославленного предка в 7 — 10 колене, авторитетного батыра или аксакала. Отдельные ураны имелись у сословий торе и кожа.
Например, у сословной группы кожа уран соответствовал их духовному званию и выражался словом «Алла!» («Бог!»). Простые кочевники не могли его употреблять. Казахи из племени садыр имели уран «Алдияр!», найман — «Каптагай!», кыпчак — «Ойбас!», шомекей — «Доит!», шекты — «Бактыбай!», кара-керей — «Кабанбай!», бериш — «Ағатай!» 
У калмыков ураны относились к одному из жанров калмыцкой обрядовой поэзии и выполняли социализирующие функции. Например, они приобщали молодых мальчиков к коллективной жизни селения, учитывая их гендерную идентичность, а также применялись во время вооружённых столкновений и облавных охот. Как правило, в калмыцкой традиции ураны составлялись в виде одной строки или в стихотворной форме. В них часто отражалось тотемное животное-покровитель или родовое божество.